# Mattybraps
 (mars 2018).
Matthew David Morris, né le 6 janvier 2003, mieux connu sous le nom de MattyB ou MattyBRaps, est un artiste américain connu pour ses vidéos de reprises sur YouTube.
MattyBRaps a publié de nombreuses reprises de musique traditionnelle depuis qu'il a commencé sa carrière en 2010. Sa première reprise était de Eenie Meenie par Justin Bieber. Le 1er août 2014, la chaîne YouTube de MattyB a dépassé le milliard de vues. En date du 13 juillet 2015, il a posté plus de 90 reprises supplémentaires et 20 chansons originales sur sa chaîne YouTube. Le 27 août 2015, son premier EP a été créé sur YouTube, intitulé Outside the Lines. L'album se compose de quatre chansons originales. Le 7 juin 2016, Matthew a publié un livre de mémoire, That's a Rap, avec l'aide de l'auteur Travis Thrasher.

## Biographie
Matthew est né le 6 janvier 2003, à Duluth en Géorgie et a trois frères aînés et une sœur plus jeune. Il vit à Suwanee.
La première chanson de Matthew avec des paroles originales était une reprise de Eenie Meenie, sorti le 31 mai 2010. Sa première chanson disponible à l'achat était une reprise de Just the Way You Are, sortie le 11 août 2010, avec Tyler Ward. À la fin de 2012, il a atteint le 11e rang du Billboard Social 50 Chart avec le clip de That's the Way, qui a doublé le nombre de ses abonnés sur les sites de médias sociaux Facebook, Twitter et YouTube.
Matthew a fait plusieurs apparitions à la télévision, se produisant sur Today, The Wendy Williams Show,, Dr Phil et The Queen Latifah Show (en). Il a également présenté d'autres artistes, y compris Vanilla Ice et James Maslow.

## Discographie

### Singles
- 2011 : The Royal Wedding Song
- 2011 : Sugar Sugar
- 2011 : Forever And Always
- 2011 : Burnout
- 2012 : That's The Way
- 2012 : Be Right There
- 2012 : That Girl Is Mine
- 2013 : Turn It Up
- 2013 : You Make My Heart Skip
- 2013 : Never Too Young feat. James Maslow
- 2013 : My First Girlfriend
- 2013 : Hooked On You
- 2013 : Without You Here
- 2013 : Back In Time
- 2013 : Be Mine
- 2014 : Turned Out The Lights
- 2014 : Flyin High
- 2014 : Clap
- 2014 : Goliath
- 2014 : I Just Wanna Love You feat. John-Robert Rimel
- 2015 : To The Top
- 2015 : Turn Up The Track
- 2015 : Ride It
- 2015 : Right On Time feat. Ricky Garcia
- 2015 : The Good Life
- 2015 : Far Away feat. Brooke Adee
- 2015 : Right Now I'm Missing You feat. Brooke Adee
- 2015 : My Oh My
- 2015 : New Kids
- 2015 : The King
- 2015 : Guaranteed
- 2015 : Crush On You
- 2016 : You Are My Shining Star
- 2016 : You feat. Darby Cappillino
- 2016 : Friend Zone feat. Gracie Haschak
- 2016 : Low Key
- 2016 : Blue Skies
- 2016 : Moment
- 2016 : Live For Today
- 2016 : California Dreamin
- 2016 : Can't Get You Off My Mind
- 2017 : So Alive
- 2017 : Shine
- 2017 : Spend It All On You
- 2017 : Life Is Unfair
- 2017 : Video Game feat. Ivey Meeks X JB
- 2017 : Gone
- 2017 : Trust Me
- 2017 : On My Own
- 2017 : Right In Front Of You
- 2017 : Hey Matty
- 2018 : Stuck In The Middle
- 2018 : Little Bit feat. Haschak Sisters
- 2018 : Shoulda Coulda Woulda feat. Ashlund Jade
- 2018 : Slow Down
- 2018 : Pressure Rise
- 2018 : Already Gone
- 2018 : Ooh Ooh feat. Gracie Haschak
- 2018 : 808s & Motivation feat. Ava Davis
- 2019 : Monsters
- 2019 : Let's Dance feat. Ty Pittman
- 2019 : Sad
- 2019 : Story Of Our Lives
- 2019 : Beautiful
- 2019 : Sixteen
- 2019 : Heroes
- 2020 : End Of The Day
- 2020 : Serious
- 2020 : No Sleep
- 2020 : Closer
- 2020 : Original
- 2020 : Colors
- 2020 : Here We Go Again
- 2020 : The Circle
- 2021 : Ready This Time
- 2021 : Dramatic
- 2021 : Let's Go Back
- 2021 : Little Bit (Remix)
- 2021 : Doing Something Right
- 2021 : Underdog
- 2021 : Second Hand Love
- 2021 : Lonely
- 2022 : B Ok
- 2022 : Blank Pages
- 2022 : Utopia
- 2022 : Can You Do This?
- 2022 : Dough-Re-Mi
- 2022 : Get You Back
- 2022 : Forever And Always (Remix)
- 2023 : 808s & Motivation (Remix)
- 2023 : Me Vs Me
- 2023 : You And I
- 2024 : Miss It
- 2024 : Between The Lines feat. Giara Garay
- 2024 : Better Off
- 2025 : Serenity
- 2025 : Rollercoasters
- 2025 : Selfish
- 2025 : Fool
- 2025 : Lost
- 2025 : Poetry

## Livres
- That's A Rap (2016)